# 1960年夏季残疾人奥林匹克运动会澳大利亚代表团
1960年夏季残疾人奥林匹克运动会澳大利亚代表团是澳大利亚派出的1960年夏季残疾人奥林匹克运动会代表团。获得3枚金牌、6枚银牌和1枚铜牌。